# 科恩 (洛特省)
科恩（法語：Corn，法語發音：[kɔʁn]）是法国洛特省的一个市镇，属于菲雅克区。

## 地理
科恩（44°36'29"N, 1°53'57"E）面积15.26 平方千米，位于法国奧克西塔尼大區洛特省，该省份为法国西南部内陆省份，北起顺时针与科雷兹省、康塔爾省、阿韦龙省、塔恩-加龙省、洛特-加龍省和多尔多涅省接壤。
与科恩接壤的市镇（或旧市镇、城区）包括：贝迪埃、布萨克、康布、埃斯帕尼亚克-圣厄拉利、格雷兹、利韦农、雷尔维涅。

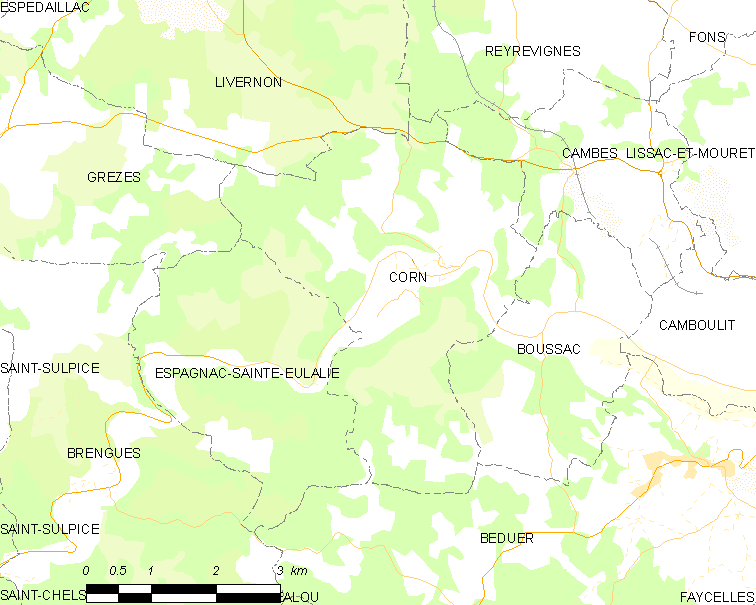
的OSM定位图

科恩的时区为UTC+01:00、UTC+02:00（夏令时）。

## 行政
科恩的邮政编码为46100，INSEE市镇编码为46075。

## 政治
科恩所属的省级选区为菲雅克第一县。

## 人口

1962-2008年间人口变化图示

科恩于2022年1月1日时的人口数量为238人。